# Barmsee (Krün)
Barmsee ist ein Gemeindeteil von Krün im oberbayerischen Landkreis Garmisch-Partenkirchen. Das Dorf liegt am südlichen Ufer des Barmsees. Er existiert seit rund 150 Jahren.
Barmsee besteht aus den beiden Straßen Am Barmsee und Langackerweg und umfasst etwa 25 Wohngebäude sowie das Ferienhotel Barmsee.

## Baudenkmäler
Siehe: Liste der Baudenkmäler in Krün#Barmsee